# امامزاده سید فخرالدین وجلال الدین
امامزاده سید فخرالدین وجلال الدین مربوط به سدهٔ ۸ ه.ق است و در شهرستان دماوند، روستای ساران واقع شده و این اثر در تاریخ ۹ اردیبهشت ۱۳۸۲ با شمارهٔ ثبت ۸۵۱۶ به‌عنوان یکی از آثار ملی ایران به ثبت رسیده است.